# Marathon van Milaan 2001
De Marathon van Milaan 2001 vond plaats op zondag 2 december 2001. Het was de tweede editie van deze marathon.
De wedstrijd bij de mannen werd een overwinning voor de Tanzaniaan John Nada Saya in 2:08.57. Met deze tijd verbeterde hij eveneens het parcoursrecord en had hiermee slechts één seconde voorsprong op de Keniaan Willy Cheruiyot. De Italiaan Ottavio Andriani werd derde in 2:09.07. De Keniaanse Alice Chelangat won de wedstrijd bij de vrouwen in 2:26.36.

## Wedstrijd
Mannen
| rang | naam                       | land | tijd    |
| ---- | -------------------------- | ---- | ------- |
| 1    | John Nada Saya             | TAN  | 2:08.57 |
| 2    | Willy Cheruiyot            | KEN  | 2:08.58 |
| 3    | Ottavio Andriani           | ITA  | 2:09.07 |
| 4    | Bong-Ju Lee                | KOR  | 2:09.11 |
| 5    | Sergio Chiesa              | ITA  | 2:10.30 |
| 6    | Francisco Javier Caballero | ESP  | 2:10.41 |
| 7    | Francesco Ingargiola       | ITA  | 2:11.22 |
| 8    | Julius Kariuki             | KEN  | 2:12.56 |
| 9    | Moustapha Errebah          | MAR  | 2:13.16 |
| 10   | Frederick Chumba           | KEN  | 2:13.34 |

Vrouwen
| rang | naam                 | land | tijd    |
| ---- | -------------------- | ---- | ------- |
| 1    | Alice Chelangat      | KEN  | 2:26.36 |
| 2    | Ornella Ferrara      | KEN  | 2:30.25 |
| 3    | Meseret Kotu         | ETH  | 2:32.02 |
| 4    | Banuela Brighton     | TAN  | 2:33.15 |
| 5    | Irina Bogacheva      | KGZ  | 2:35.27 |
| 6    | Aurica Buia          | ROU  | 2:39.12 |
| 7    | Tiziana Di Sessa     | ITA  | 2:40.04 |
| 8    | Katrin Kuta          | POL  | 2:44.05 |
| 9    | Tiziana Di Crescenzo | ITA  | 2:44.23 |
| 10   | Maria Curreli        | ITA  | 2:44.29 |

2000 ·
2001 ·
2002 ·
2003 ·
2004 ·
2005 ·
2006 ·
2007 ·
2008 ·
2009 ·
2010 ·
2011 ·
2012 ·
2013 ·
2014 ·
2015 ·
2016 ·
2017